# Métropole de Pétra et Cherronissos
Pour les articles homonymes, voir Petra.

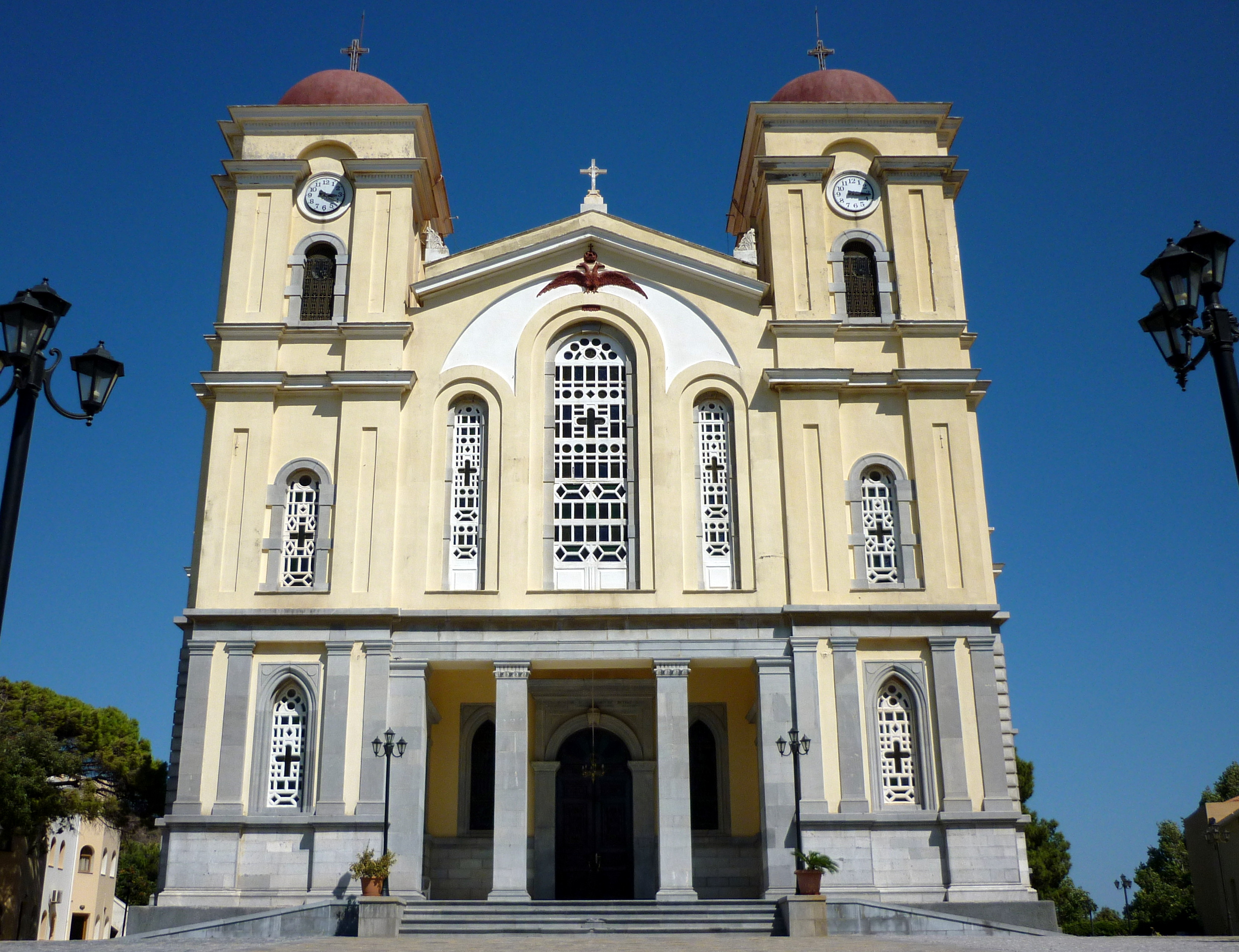
Église métropolitaine de Megali Panagia (Grande Vierge). La cathédrale, dédié à l’Assomption de la Vierge Marie se dresse majestueusement à l’extrémité nord de la place centrale de Neapoli.

La Métropole de Pétra et Cherronissos (en grec ecclésiastique : Ιερά Μητρόπολις Πέτρας και Χερρονήσου) est un évêché de l'Église de Crète, une juridiction semi-autonome qui dépend du Patriarcat œcuménique de Constantinople. Elle a son siège à Néapolis de Lassithi et elle étend son ressort sur le littoral de la mer de Crète des abords orientaux d'Héraklion jusqu'aux rives du golfe de Mérabello, et à l'intérieur de l'île sur la plaine de Lassithi. Elle s'étend donc sur trois municipalités ou nouveaux dèmes : Agios Nikolaos et plateau de Lassithi dans le district régional de Lassithi, et Chersonissos dans celui d'Héraklion.

## La cathédrale
- L'église de la Dormition de la Mère de Dieu à Néapolis. Cette église dont la construction débuta en 1888 pendant l'épiscopat de l'évêque Mélèce de Pétra, fut achevée en 1927 pendant celui de l'évêque Denis. Elle est appelée la Grande Panagia. À côté de cette grande église, se trouve la petite église de la Panagia Phermalia qui occupe l'emplacement de l'ancien monastère de la Grande Panagia.

## Les métropolites
Ils portent la titulature complète suivante : « Métropolite de Pétra et Cherronissos, Très Vénérable et Exarque de la mer de Karpathos. »
- Nectaire (né Emmanuel Papadakis à Héraklion) depuis le 6 octobre 1990.

## L'histoire
- L'évêché de Cherronissos dont le siège était à Episkopí est attesté dès le IVe siècle ou le début du 5e. De grandes basiliques paléochrétiennes retrouvées dans les environs de Chersonissos témoignent de l'antiquité de ce siège épiscopal. L'évêque de Cherronissos souscrit au concile d'Éphèse en 431. En 457, il confesse sa foi devant Léon Ier. Après l'invasion arabe, le siège de l'évêché est transporté à Piskopianó. Un évêque de Cherronissos souscrit au concile de Nicée II en 787.

Au Xe siècle, le siège de l'évêché de Cherronissos est à nouveau déplacé et installé à Padiados et au XIXe siècle encore il est installé au monastère d'Ankarathos.
Le siège antique de Cherronissos est supprimé en 1900.
- L'évêché de Pétra ne date que de 980. La tactique 3 de Basile Bulgaroctone crée cet évêché d'une scission de celui de Hiérapétra et prévoit qu'il étendra son autorité sur les deux éparchies de Mérabello et de Lassithi. La ville antique de Pétra se trouvait au Nord du village de Chamézi (ou Chamaizi) près de Sitia et elle servait de siège à l'évêché de Hiérapétra avant qu'il fût scindé en deux évêchés.

L'évêché de Pétra ne laisse aucune trace durant l'occupation franque, ni dans les registres des occupants latins, ni dans ceux des orthodoxes. Durant la turcocratie (1669-1898), l'évêché est cité dans un firman de 1756 et dans un écrit du métropolite de Crète en 1786. Durant la période ottomane, le siège de l'évêché était à Épano Chorio de Phourni. Après le soulèvement de 1866, le siège de l'évêché fut transporté à Néapolis où il se trouve toujours aujourd'hui.
En 1900, peu de temps après la libération de la Crète, l'éparchie de Viannos fut détachée de l'évêché d'Arcadie et rattachée à celui de Pétra.
Entre 1932 et 1935, les deux évêchés de Pétra d'une part et de Hiéra et Sitia d'autre part furent réunis en un seul évêché dénommé « évêché de Néapolis ». Mais en 1935, l'évêché de Pétra retrouve son nom et son identité distincte du siège de Hiéra.
En 1962, l'évêché de Pétra, comme tous les évêchés de Crète, accède au rand de métropole.
- La métropole de Pétra

Elle cède en 2000 les deux doyennés de l'éparchie de Viannos à l'évêché d'Archalochorion nouvellement fondé et elle reçoit en échange de l'archevêché de Crète le doyenné de Chersonnissos et le nouveau titre de métropole de Pétra et Cherronissos. Cette nouvelle titulature confère à la métropole une antiquité qui lui faisait défaut, avec des souscriptions aux conciles œcuméniques.

## Le territoire

### Doyenné de Mérabello
47 paroisses dont :
- Néapoli : Dormition, Saint-Georges, Saint-Antoine.
- Agios Nikolaos : Sainte-Trinité, Saint-Georges, Saint-Myron de Pissida.
- Vrachasi : Sagesse de Dieu, Dormition.
- Kritsa : Saint-Georges, Saint-Pantéléïmon, Mère de Dieu Odighitria.

### Doyenné de Lassithi
18 paroisses dont :
- Psychro : Saints Athanase et Cyrille d'Alexandrie.

### Doyenné de Chersonissos
16 paroisses dont :
- Chersonissos : Dormition

## Les saints locaux
1. Sainte Marie de Mérambellos, appelée Méthymopoula, néomartyre, fête le 1er mai.
2. Saint Nicéphore, néomartyr à Mégalo Kastro en 1832, originaire de Kritsas, fête le 11 janvier.
3. Saint Joachim évêque de Pétra, néomartyr en 1821-1822, fête le 23 juin.
4. Saint Joachim évêque de Cherronissos, néomartyr en 1821-1822, fête le 23 juin.
5. Saint Néophyte évêque de Cnossos, néomartyr en 1821-1822, fête le 23 juin.

## Les sources
- Le site de la métropole :
- Le blog de l'école de musique byzantine de la métropole :
- Wikipédia hellénophone
- Diptyques de l'Église de Grèce, éditions Diaconie apostolique, Athènes (édition annuelle).